# Paraembolides
Paraembolides là một chi nhện trong họ Hexathelidae.